# ريتشارد هيلدرث
ريتشارد هيلدرث (بالإنجليزية: Richard Hildreth)‏ (28 يونيو 1807، ديرفيلد في الولايات المتحدة - 11 يوليو 1865، فلورنسا في إيطاليا)؛ كاتب، مؤرخ، صحفي، مؤلف وروائي أمريكي.